# Gammarus comosus
Gammarus comosus is een vlokreeftensoort uit de familie van de Gammaridae. De wetenschappelijke naam van de soort is voor het eerst geldig gepubliceerd in 2005 door Hou, Li & Gao.